# This Is My Truth Tell Me Yours
This Is My Truth Tell Me Yours är det femte studioalbumet av den walesiska rockgruppen Manic Street Preachers, utgivet 1998. Titeln är tagen från ett tal av den walesiska politikern Aneurin Bevan.
Albumet är gruppens kommersiellt mest framgångsrika hittills, det låg etta på albumlistan i Storbritannien i tre veckor och har sålt 3x platina. Förstasingeln "If You Tolerate This Your Children Will Be Next" blev en hit med en förstaplats på den brittiska singellistan. Övriga singlar från albumet var "The Everlasting", "You Stole the Sun from My Heart" och "Tsunami".
Skivans titelspår "If You Tolerate This Your Children Will Be Next" är inspirerad av de frivilliga som slogs mot fascisterna under spanska inbördeskriget. "S.Y.M.M." står för "South Yorkshire Mass Murderer" och handlar om Nicky Wires syn på det bristfälliga polisarbetet under och efter Hillsborougholyckan, där 96 personer omkom.

## Låtlista
Alla låtar är skrivna och komponerade av James Dean Bradfield, Nicky Wire och Sean Moore. 
| Nr  | Titel                                           | Längd |
| --- | ----------------------------------------------- | ----- |
| 1.  | The Everlasting                                 | 6:08  |
| 2.  | If You Tolerate This Your Children Will Be Next | 4:50  |
| 3.  | You Stole the Sun From My Heart                 | 4:20  |
| 4.  | Ready for Drowning                              | 4:32  |
| 5.  | Tsunami                                         | 3:51  |
| 6.  | My Little Empire                                | 4:09  |
| 7.  | I'm Not Working                                 | 5:51  |
| 8.  | You're Tender and You're Tired                  | 4:37  |
| 9.  | Born a Girl                                     | 4:12  |
| 10. | Be Natural                                      | 5:12  |
| 11. | Black Dog on My Shoulder                        | 4:48  |
| 12. | Nobody Loved You                                | 4:44  |
| 13. | S.Y.M.M.                                        | 5:57  |